# Краловице (Плзењ-север)
Краловице (чеш. Kralovice) град је у Чешкој Републици. Град се налази у управној јединици Плзењски крај, у оквиру којег припада округу Плзењ-север.

## Становништво
Према подацима о броју становника из 2014. године град је имао 3.504 становника.